# Hagbards källare
Hagbards källare är en ruin och fornlämning som ligger vid Angleåns utlopp strax söder om Ronneby i Blekinge. Den förmodades först vara en kastal från medeltiden, men senare undersökningar tyder på att den uppfördes på 1600-talet, möjligen som ett "tower house" i samband med anläggning av en ny hamn. 
Den har fått sitt namn efter Hagbard i sägnen om Hagbard och Signe, som finns nedskriven i Gesta Danorum. Ruinen är placerad på en mindre platå längs en höjdrygg mellan Ronnebyån och Angleån med överblick av den naturliga ankringsplatsen i Angelskogsviken. Murarna i lämningen mäter tio gånger tio meter och har en tjocklek av en meter med en höjd över mark på ungefär en och en halv meter. Detta innebär att lämningen har en motsvarande planform som till exempel Kruttornet i Visby. Den huggna stenen i murverket antyder att byggnaden har varit påkostad då den uppfördes och att den haft flera våningar. Stenarna i murverket antyder också att kastalen kan ha haft en fast eldstad åtminstone i bottenvåningen.
Lämningen beskrevs för första gången på 1700-talet som ruinerna efter ett "tjuvnäste" och under år 2021 har arkeologiska undersökningar gjorts av ruinen tillsammans med en närliggande lämning med beteckning RAÄ Ronneby 668. Ett av syftena med att undersöka båda lämningarna samtidigt var att se om de har något samband sinsemellan. Lämningsområdet ligger i ett område som är klassificerat att ha bevarandevärd natur inom ramarna för Natura 2000.
Undersökningarna gjordes i två omgångar 2021 och 2022 under ledning av docent Martin Hansson. De kom fram till att byggnaden gjordes på 1600-talet i samband med försök att anlägga en ny hamn. Möjligen är det ett så kallat "tower house", en byggnad som var mer vanlig på Irland och i Skottland, som fungerade som försvarstorn och bostad. Det är i så fall det tidigaste kända exemplet på byggnadstypen i norden. Senare blev det kyrkoherdens bostad, och möjligen bodde Knut Hahn i byggnaden när han verkade i Ronneby.